# Cnaeus Manlius Vulso
Cnaeus Manlius Vulso est un consul de la République romaine au IIe siècle av. J.-C.

## Biographie
En 197 av. J.C., il est édile curule, avec pour collègue Publius Cornelius Scipio Nasica.
En 195 av. J.-C., Cnaeus Manlius Vulso est préteur en Sicile.
En 193 av. J.-C., il est nommé triumvir coloniae deducendae avec pour collègues Lucius Apustius Fullo et Q. Aelius Tubéro, afin de fonder une colonie latine à Castrum Frentinum, sur le territoire de Thourioi, colonie dont la localisation précise est cependant encore incertaine.
En 189 av. J.-C., il est désigné consul, avec pour collègue Marcus Fulvius Nobilior. 
Il est envoyé en Asie Mineure pour remplacer Scipion l'Asiatique, le consul de l'année précédente, qui venait de remporter sur le basileus séleucide Antiochos III la bataille décisive de Magnésie du Sipyle. Il participe alors, avec une délégation de dix sénateurs envoyés par Rome, à la rédaction du traité de paix mettant fin à la guerre antiochique, traité connu sous le nom de Paix d'Apamée et qui sera signé l'année suivante, en 188, en la présence de Cnaeus Manlius, qui est alors proconsul. Le traité de paix signé, Cnaeus Manlius, la délégation sénatoriale et les légions romaines quittent l'Asie en franchissant les Détroits et regagnant l'Italie par les Balkans.
Dans le cadre de son consulat, il fit également la guerre contre les Pisidiens et les Galates, qui avaient été aux côtés d'Antiochos III, sans que de la part de ces peuples il n'y ait eu la moindre provocation à l'égard de Rome. Cnaeus Manlius semble avoir ici agi de son propre chef.
Ceux-ci ayant été facilement vaincus, Chiomara, l'épouse du tétrarque Ortiagon (de), qui se trouvait parmi les captives, fut donnée à garder à un centurion ; violée par ce dernier, elle garda le silence sur l'injure et ensuite, ayant obtenu son rachat, elle livra le subordonné à son mari pour qu'il fut tué.